# Quedlinburg-krönikan

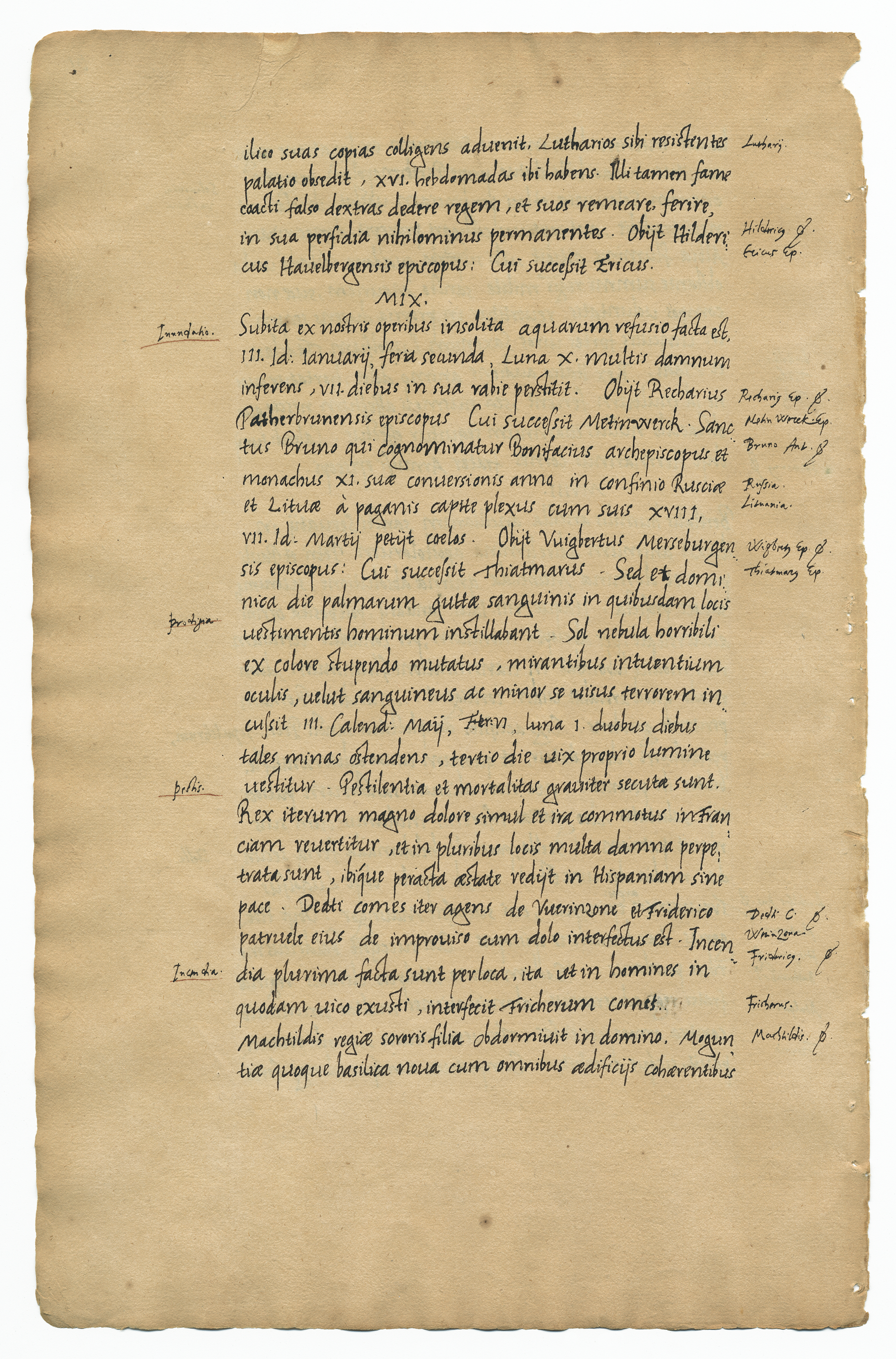
Blad 31v med anteckningar om år 1009 (MIX.)

Quedlinburg-krönikan är en världskrönika, som stöder sig på Annales Hersfeldenses och Annales Hildesheimenses maiores. Den ger en självständig skildring av åren 984 till 1025. Den skrevs också under denna tidsrymd, men har överlevt i endast en enda handskrift från 1500-talet.